# A Sagrada Família Canigiani
A Sagrada Família, popularmente denominada A Sagrada Família Canigiani, em referência à família florentina que era sua proprietária, é uma pintura de Rafael, executada entre 1507 e 1508.

## Descrição
Rafael pintou nesta obras Isabel (Bíblia), mãe de São João Batista, Maria, mãe de Jesus, as duas crianças e São José. A reunião de todas as figuras em forma de pirâmide monumental foi o esquema de composição predileto de Rafael em seu período florentino. Dispostos na obra, Maria e Isabel sentam-se com seus filhos sobre a relva e Jose domina de pé o conjunto. Com isso acentua-se a significação do marido de Maria e fica manifestada a crescente veneração de São José, que pode ser percebida com mais nitidez nos anos posteriores a 1500. Hubert Von Sonneburg eliminou, em sua restauração de 1982 o céu predominantemente azul aplicado sobre o original no século XVIII, permitindo assim que hoje possam ser apreciados grandes anjos à esquerda e à direita na parte superior, constantes na concepção original do quadro.
O quadro encontra-se na Antiga Pinacoteca de Munique.